# Greenshields (Alberta)
Pour les articles homonymes, voir Greenshields.
Greenshields est un hameau (hamlet) de Wainwright No 61, situé dans la province canadienne d'Alberta.